# Leightonita
La leightonita és un mineral de la classe dels sulfats. Rep el seu nom de Tomas Leighton, professor de mineralogia de la Universitat de Santiago de Xile.

## Característiques
La leightonita és un sulfat de fórmula química K₂Ca₂Cu(SO₄)₄·2H₂O. Cristal·litza en el sistema triclínic. La seva duresa a l'escala de Mohs és 3.
Segons la classificació de Nickel-Strunz, la leightonita pertany a «07.C - Sulfats (selenats, etc.) sense anions addicionals, amb H₂O, amb cations de mida mitjana i grans» juntament amb els següents minerals: krausita, tamarugita, kalinita, mendozita, lonecreekita, alum-(K), alum-(Na), tschermigita, lanmuchangita, voltaïta, zincovoltaïta, pertlikita, amoniomagnesiovoltaïta, kröhnkita, ferrinatrita, goldichita, löweïta, blödita, niquelblödita, changoïta, zincblödita, leonita, mereiterita, boussingaultita, cianocroïta, mohrita, niquelboussingaultita, picromerita, polihalita, amarillita, konyaïta i wattevil·lita.

## Formació i jaciments
Va ser descoberta a Chuquicamata, al districte homònim de Calama, a la província d'El Loa (Regió d'Antofagasta, Xile), on sol trobar-se associada a altres minerals com la kröhnkita i l'atacamita. També ha estat descrita en una altra localitat xilena, a Caracoles, a la província de Tocopilla (també a Antofagasta); a Europa ha estat trobada a l'àrea de Brixlegg - Schwaz, al Tirol del Nord (Àustria), i a Visdalen (Oppland, Noruega); i a una localitat africana, a la mina Tsumeb, a Namíbia.